# 가라쓰선
가라쓰선(일본어: 唐津線)은 규슈 여객철도의 철도 노선 가운데 하나이다. 일본 사가 현 사가 시에 위치한 구보타역과 가라쓰시에 위치한 가라쓰역을 잇는다.

## 운행 형태
구보타 역을 시종점역으로 운행되는 열차가 없어 모든 열차가 나가사키 본선 사가역을 시종점역으로 운행된다.
전철화된 니시카라쓰 ~ 가라쓰 구간에서는 지쿠히 선 및 후쿠오카 지하철 공항선을 거쳐서 후쿠오카 공항역까지 운행되는 열차가 있다.

## 차량
- 키하40계
- 키하125형
- 103계 1500번대(니시카라쓰 ~ 가라쓰 구간만)
- 303계(니시카라쓰 ~ 가라쓰 구간만)

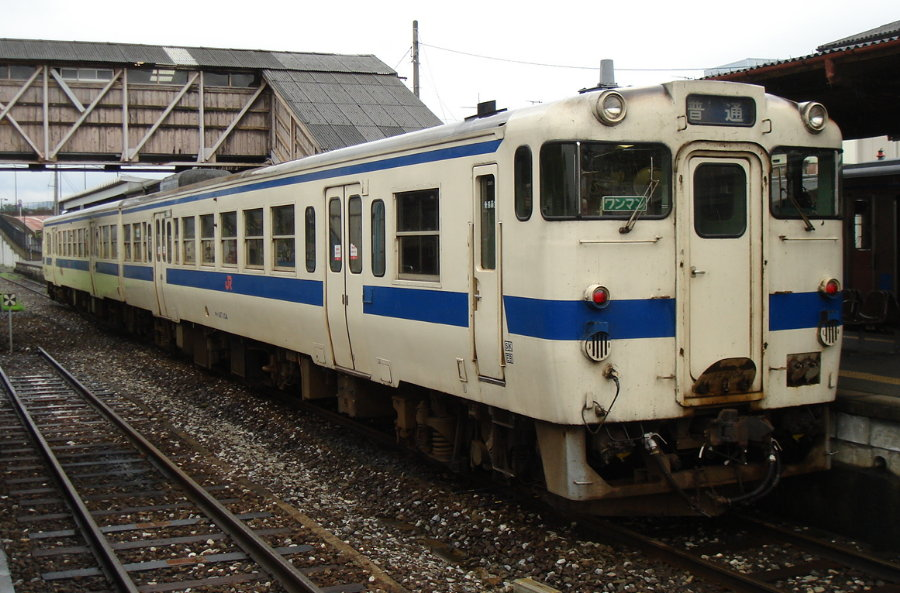
키하40계
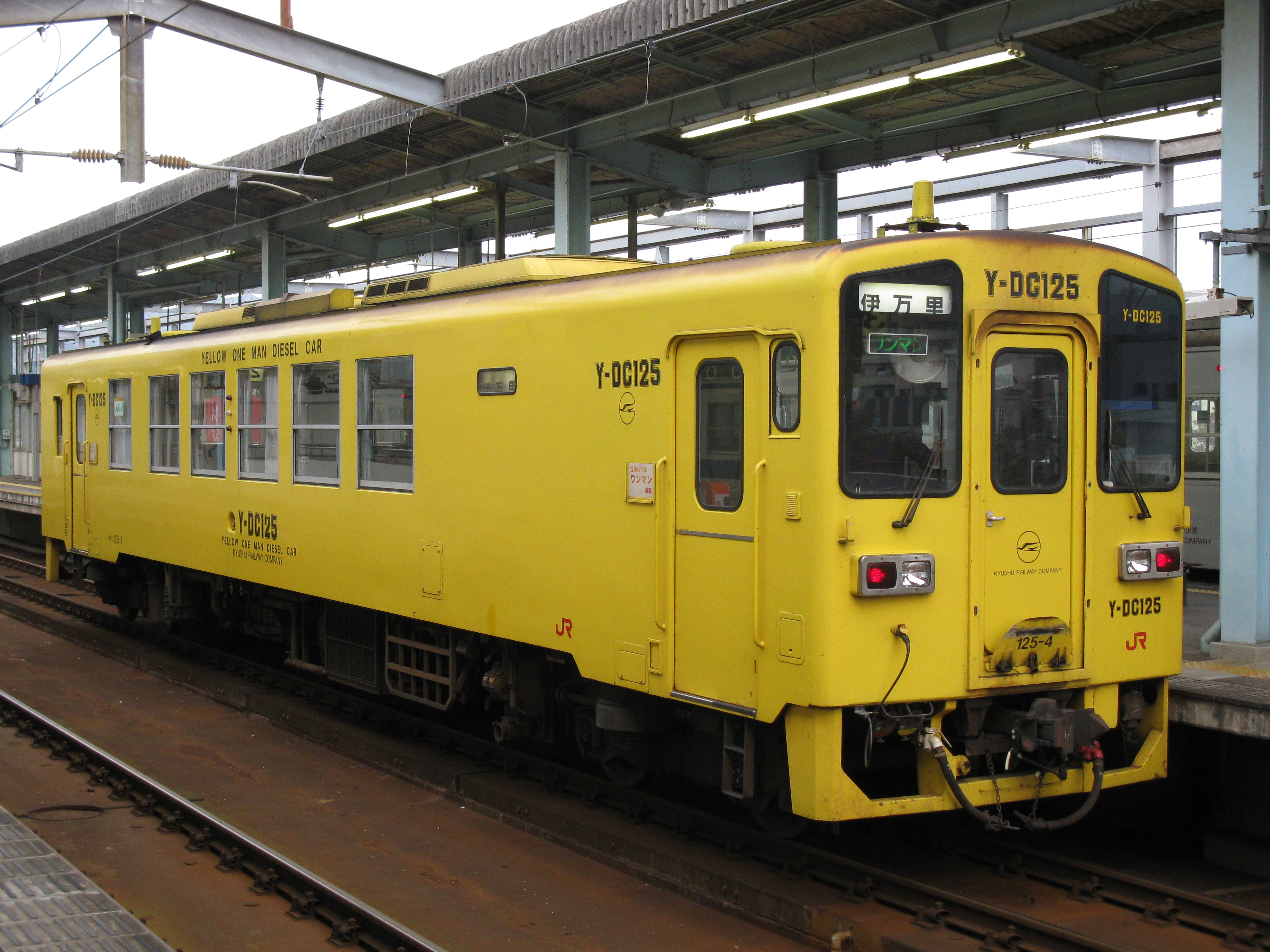
키하125형
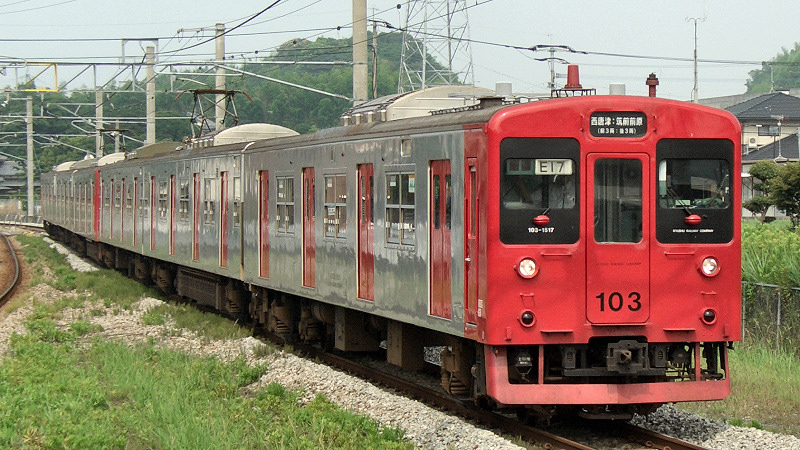
103계 1500번 편성
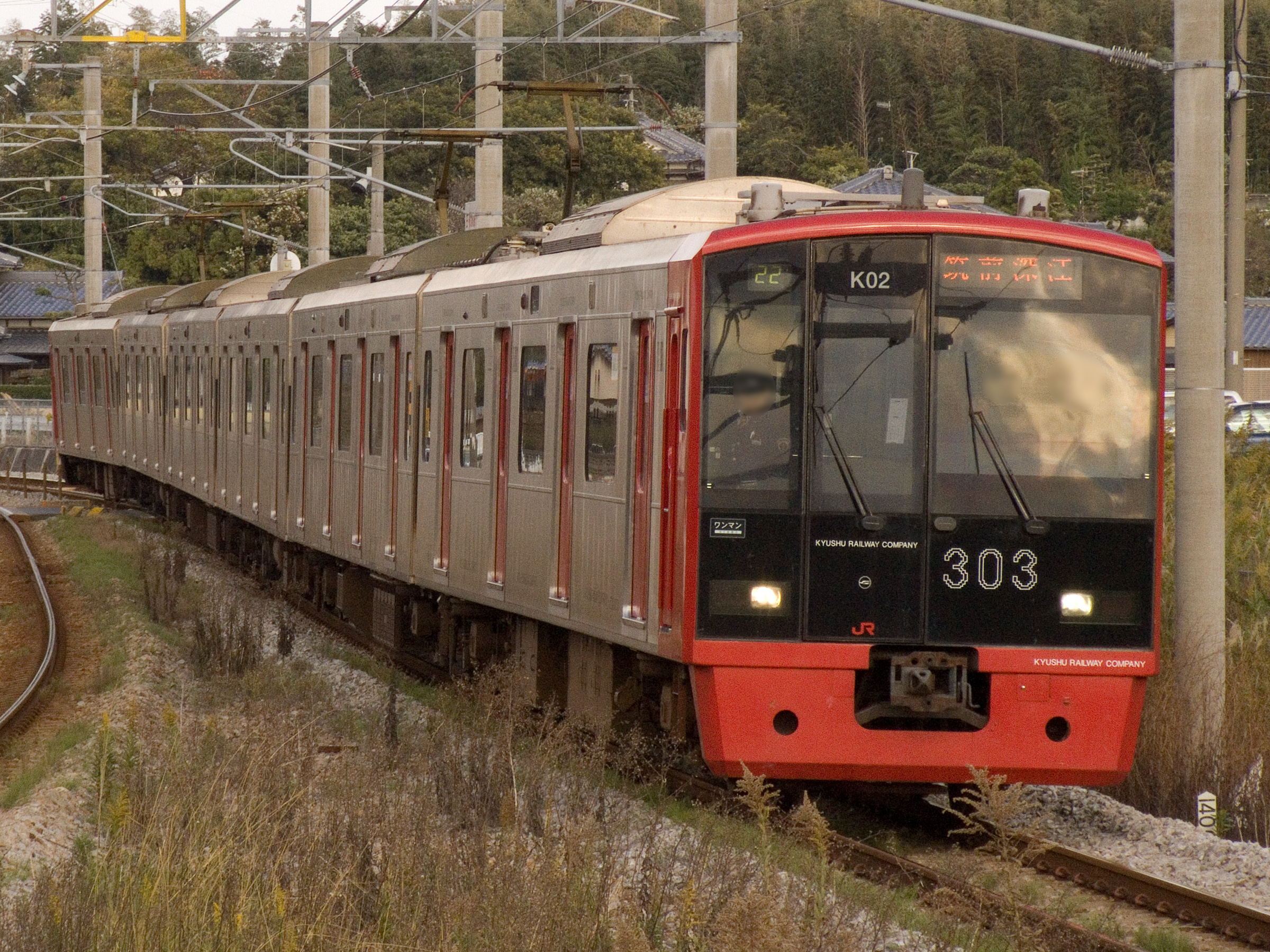
303계

## 역 목록
| 역 이름    | 일본어 이름 | 영업 거리 (km) | 접속 노선                              | 소재지 | 소재지                      |
| ---------- | ----------- | -------------- | -------------------------------------- | ------ | --------------------------- |
| 구보타     | 久保田      | 0.0            | 나가사키 본선 (사가역까지 직결 운행함) | 사가현 | 사가시                      |
| 오기       | 小城        | 5.1            |                                        | 사가현 | 오기시                      |
| 히가시타쿠 | 東多久      | 10.6           | 다쿠시                                 | 사가현 |                             |
| 나카타쿠   | 中多久      | 13.6           | 다쿠시                                 | 사가현 |                             |
| 다쿠       | 多久        | 15.2           | 다쿠시                                 | 사가현 |                             |
| 규라기     | 厳木        | 20.8           | 가라쓰시                               | 사가현 |                             |
| 이와야     | 岩屋        | 23.3           | 가라쓰시                               | 사가현 |                             |
| 오치       | 相知        | 26.0           | 가라쓰시                               | 사가현 |                             |
| 혼무타베   | 本牟田部    | 30.1           | 가라쓰시                               | 사가현 |                             |
| 야마모토   | 山本        | 32.9           | 가라쓰시                               | 사가현 | 지쿠히 선 (이마리 방면)     |
| 오니즈카   | 鬼塚        | 36.6           | 가라쓰시                               | 사가현 |                             |
| 가라쓰     | 唐津        | 40.3           | 가라쓰시                               | 사가현 | 지쿠히 선 (메이노하마 방면) |
| 니시카라쓰 | 西唐津      | 42.5           | 가라쓰시                               | 사가현 |                             |